# Trillian (logiciel)
Pour les articles homonymes, voir Trillian.
Trillian est un client de messagerie instantanée supportant plusieurs protocoles, dont Extensible Messaging and Presence Protocol (XMPP/Jabber).
C'est un logiciel propriétaire offrant une version réduite « grand public » gratuite et une « version professionnelle » payante. La version payante permet l'installation de plugins, qui permettent d'ajouter de multiples fonctions comme la visioconférence, la surveillance d'une boîte de courrier électronique, l'affichage de la météo ou la séparation automatique des messages trop grands.

## Nom
- Le nom de Trillian provient de celui d'une héroïne du livre de Douglas Adams, le Guide du voyageur galactique.
- Le nom de la version 4, Trillian Astra, est le surnom utilisé par ce même personnage lors d'un reportage d'une chaîne de radio (dans l'histoire).[réf. nécessaire]

## Caractéristiques
Comme d'autres logiciels agrégateurs de messagerie, Trillian se connecte à plusieurs services de messagerie instantanée sans avoir à lancer plusieurs logiciels clients. Tous les contacts sont rangés dans la même fenêtre.
Par exemple l'utilisateur Trillian et communique directement dans Trillian avec ses contacts Jabber qui - quant à eux - n'ont pas Trillian.

### Services de messagerie instantanée par défaut
- Bleu pour Windows Live Messenger[réf. nécessaire]
- Rouge pour Yahoo! Messenger[réf. nécessaire]
- Vert pour ICQ[réf. nécessaire]
- Jaune pour AIM[réf. nécessaire]
- Blanc pour IRC[réf. nécessaire]
- Bleu marine pour Jabber (donc également Google Talk)[réf. nécessaire]

### Services de messagerie instantanée nécessitant un greffon (requiert Trillian pro)
- Rose pour Skype (via the Skyllian plugin)[réf. nécessaire]
- Orange et gris foncé pour Bonjour (RendezVous)[réf. nécessaire]
- Cyan pour  Microsoft Exchange[réf. nécessaire]
- Beige pour Lotus Sametime[réf. nécessaire]
- Rouge et Noir pour Novell GroupWise Messenger[réf. nécessaire]
- Violet et Noir pour Xfire[réf. nécessaire]

## Historique
- Trillian basique et pro v3 : sortie le 17 décembre 2004
- Trillian basique et pro v3.1 : sortie le 24 février 2005
- Trillian basique et pro v4.0.0 : sortie le 12 août 2009
- Trillian basique et pro v5.0.0 : sortie le 9 mai 2011
- Trillian basique et pro v5.5.0 : sortie en septembre 2014

### Trillian Astra (version 4)
Trillian Astra est la dernière version stable de Trillian. Cerulean Studios en a présenté une preview sur son site le 21 novembre 2006, et a mis à la disposition du public la version finale le 12 août 2009.
Parmi les nouveautés apportées par cette future version :
- Widgets (ex : localisation, météo, humeur, musique en lecture, photos Flickr)
- Fenêtre de message : mode d'écriture à la main (tablette PC ou tablette graphique), intégration de RSS, sauvegarde des polices d'écriture
- Apparence : transparence, thèmes et couleurs modifiables...
- Compatibilité : système d'exploitation (Mac OS X, Windows)...
- Support de systèmes de réseautage social : Facebook, MySpace